# Christuskirche (Sprendlingen)

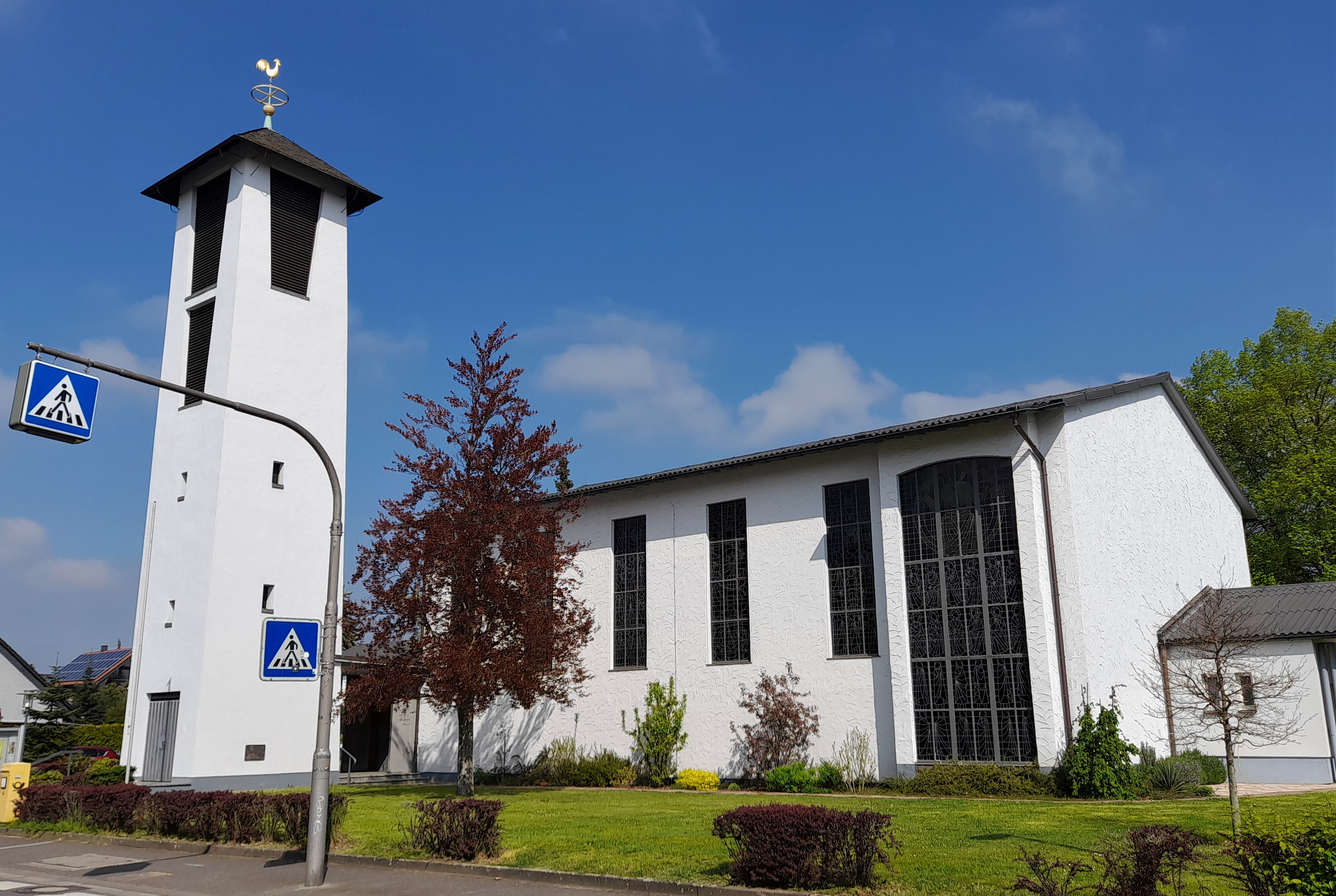
Christuskirche (Sprendlingen)

Die Evangelische Christuskirche ist ein denkmalgeschütztes Kirchengebäude, das in Sprendlingen steht, einem Stadtteil der Gemeinde Dreieich im Landkreis Offenbach in Hessen. Die Kirche gehört zur Christuskirchengemeinde Dreieich im Dekanat Dreieich-Rodgau in der Propstei Starkenburg der Evangelischen Kirche in Hessen und Nassau.

## Beschreibung
Die Kirche wurde 1957–59 nach einem Entwurf von Ludwig Jakob gebaut. Die Ausgestaltung des Innenraums erfolgte durch Helmuth Uhrig. Der sich nach oben verjüngende Campanile steht vor der Süd-West-Ecke des Kirchenschiffs. Die Orgel wurde 1962 von Werner Bosch Orgelbau im nordhessischen Niestetal errichtet.

## Glocken
Das Geläut der Christuskirche besteht aus sechs Glocken, die 1959 von der Glocken- und Kunstgießerei Rincker im mittelhessischen Sinn gegossen wurden. Seine Disposition lautet g′ – b′ – c″ – es″ – f″ – g″.